# Васильев, Сергей (футболист, 1996)
Сергей Васильев (латыш. Sergejs Vasiljevs; 13 июня 1996, Даугавпилс) — латвийский футболист, универсал клуба МЕТТА/ЛУ.

## Клубная карьера
Сергей начинал свою профессиональную карьеру в клубе «Даугава» из своего родного города. В 2012 году состоялся его дебют в Первой лиге, в том сезоне он принял участие в девяти встречах первенства. В следующем сезоне Сергей забил три гола в восьми сыгранных встречах, а «Даугава» поднялась в Высшую лигу. Его дебют в высшем дивизионе состоялся 24 мая 2014 года в матче против клуба «Лиепая». Всего за сезон Сергей принял участие в четырёх встречах чемпионата. В 2015 году он перешёл в МЕТТА/ЛУ. В своём первом сезоне за эту команду Сергей принял участие в пяти встречах первенства страны.

## Карьера в сборной
Сергей выступал за юношескую сборную Латвии, в составе которой в 2014 году принял участие в четырёх матчах.

## Достижения
- Победитель Первой лиги Латвии (1): 2013